# 山口みのり (看護学者)
山口 みのり（やまぐち みのり）は、日本の看護学者（基礎看護学）。学位は博士（看護学）（日本赤十字看護大学・2011年）。静岡県立大学看護学部准教授・大学院看護学研究科准教授。
横浜市立大学看護短期大学部看護学科助手、横浜市立大学医学部助手、医療法人財団健和会臨床看護学研究所研究員、学校法人関東学院設置準備室助教、関東学院大学看護学部助教、神奈川県立保健福祉大学保健福祉学部講師などを歴任した。

## 来歴

### 生い立ち
横浜市立大学の看護短期大学部に進学し、看護学科にて学んだ。1998年3月、横浜市立大学の看護短期大学部を卒業した。卒業後は2003年4月より、母校である横浜市立大学の看護短期大学部にて看護学科の助手に就任した。その後、横浜市立大学にて統合再編が行われ、医学部に看護学科が新設されるとともに、看護短期大学部が廃止されることになった。それに伴い、横浜市立大学の医学部にて助手に就任した。医学部においては、主として看護学科の講義を担当した。また、放送大学に進学しており、教養学部で学んでいた。2005年9月、放送大学を卒業した。さらに、日本赤十字看護大学の大学院に進学し、看護学研究科にて学んだ。2008年3月、日本赤十字看護大学の大学院における修士課程を修了した。さらに、2011年3月には、日本赤十字看護大学の大学院における博士後期課程を修了した。それに伴い、博士（看護学）の学位を取得した。

### 看護学者として
大学院修了後の2011年4月より、医療法人である財団健和会が設置する臨床看護学研究所にて研究員を務めた。2012年4月、学校法人である関東学院に採用され設置準備室の助教に就任し、関東学院大学の看護学部の設置準備に従事した。その後、関東学院大学に新設された看護学部にて、助教に就任した。看護学部においては、主として看護学科の講義を担当した。また、それと並行して他の教育・研究機関でも教鞭を執っており、2015年4月より静岡県立大学の看護学部にて講師を非常勤で務めた。2015年7月、神奈川県立保健福祉大学に転じ、保健福祉学部の講師に就任した。保健福祉学部においては、主として看護学科の講義を担当した。2018年4月、静岡県立大学に転じ、看護学部の准教授に就任した。看護学部においては、主として看護学科の講義を担当し基礎看護学を受け持った。また、静岡県立大学の大学院においても、看護学研究科の准教授を兼務した。看護学研究科においては、主として看護学専攻の講義を担当し看護技術学を受け持った。

## 研究
専門は看護学であり、特に新人の看護師に対する看護の実践や、技術の教育についての質的な研究に従事した。また、看護の技術や教育の歴史についての研究にも取り組んだ。学術団体としては、日本看護科学学会、日本看護研究学会、日本看護学教育学会、日本看護技術学会、日本看護歴史学会、日本質的心理学会、日本健康心理学会、に所属した。

## 略歴
- 1998年 - 横浜市立大学看護短期大学部看護学科卒業[1]。
- 2003年 - 横浜市立大学看護短期大学部看護学科助手[2]。
- 2005年 - 横浜市立大学医学部助手[2]。
- 2005年 - 放送大学教養学部卒業[1]。
- 2008年 - 日本赤十字看護大学大学院看護学研究科修士課程修了[1]。
- 2011年 - 日本赤十字看護大学大学院看護学研究科博士後期課程修了[1]。
- 2011年 - 臨床看護学研究所研究員[2]。
- 2012年 - 関東学院設置準備室助教[2]。
- 2013年 - 関東学院大学看護学部助教[2]。
- 2015年 - 静岡県立大学看護学部講師[2]。
- 2015年 - 神奈川県立保健福祉大学保健福祉学部講師[2]。
- 2018年 - 静岡県立大学看護学部准教授[2]。

## 賞歴
- 2017年 - 看護ハナマル先生表彰[7]。